# Pleurehdera
Pleurehdera is een geslacht van weekdieren uit de klasse van de Gastropoda (slakken).

## Soort
- Pleurehdera haraldi Ev. Marcus & Er. Marcus, 1970